# SK Kladno
SK Kladno – czeski klub piłkarski mający swoją siedzibę w Kladnie, w Czechach. Aktualnie uczestniczy w rozgrywkach czeskiej ČFL, w grupie A.